# Diofanto (general)
Diofanto, filho de Asclapiodoro, de Sinope, foi um general de Mitrídates VI Eupátor.

## Citado em Estrabão
Diofanto defendeu o Reino do Ponto quando os roxolanos, o povo mais setentrional que Estrabão conhecia, liderados por Tásio, atacaram, em aliança com os citas de Pálaco, filho de Escíluro. Diofanto comandava uma falange de 6000 soldados contra os 50 000 bárbaros, mas os bárbaros são fracos quando lutam contra exércitos organizados em bem armados, e foram quase todos destruídos.
Ele fundou a fortaleza de Eupatório (Eupatorium); a identificação desta fortaleza é questionável, podendo estar localizada a leste de Sebastopol ou no cabo do lado oposto, entre o porto de Sebastopol e a Baía da Artilharia.

## Decreto homenageando Diofanto
Durante a guerra entre o Reino do Ponto, cujo rei era Mitrídates VI, e os citas, cujo rei era Pálaco, Diofanto, filho de Asclapiodoro, de Sinope, general de Mitrídates, foi para o Reino do Bósforo.
No Reino do Bósforo, os escravos citas, liderados por Saumaco, se revoltaram, e mataram o rei Parisades V, que havia criado Diofanto ou Mitrídates  e Diofanto teve que fugir de barco.
Diofanto retornou no começo da primavera, capturou Sáumaco e enviou-o como prisioneiro para Mitrídates.